# Calhoun megye (Illinois)
Calhoun megye az Amerikai Egyesült Államokban, azon belül Illinois államban található. Megyeszékhelye és legnagyobb városa Hardin. Lakosainak száma 4437 fő (2020. április 1.). Calhoun megye Greene, Jersey, St. Charles, Lincoln, Pike és Pike megyékkel határos.

## Népesség
A megye népességének változása:
| Lakosok száma | 5079 | 5068 | 5021 | 5059 | 4899 | 4437 |
|               | 2010 | 2011 | 2012 | 2013 | 2015 | 2020 |